# Stratená
Stratená és un poble i municipi d'Eslovàquia. Es troba a la regió de Košice, a l'est del país. La primera referència escrita de la vila data del 1723.

## Demografia
| Godina             | 1994 | 2004    | 2014   | 2024   |
| ------------------ | ---- | ------- | ------ | ------ |
| Nombre de persones | 194  | 140     | 128    | 119    |
| Diferència         |      | −27,83% | −8,57% | −7,03% |

| Godina             | 2023 | 2024 |
| ------------------ | ---- | ---- |
| Nombre de persones | 119  | 119  |
| Diferència         |      | +0%  |